# Andarīk
Andarīk (persiska: Anderīk, اندریک) är en ort i Iran.   Den ligger i provinsen Khorasan, i den östra delen av landet, 700 km öster om huvudstaden Teheran. Andarīk ligger 1 786 meter över havet och antalet invånare är 510.
Terrängen runt Andarīk är huvudsakligen kuperad, men åt nordost är den platt. Runt Andarīk är det glesbefolkat, med 10 invånare per kvadratkilometer. Närmaste större samhälle är Qā'en, 18,4 km öster om Andarīk. Omgivningarna runt Andarīk är i huvudsak ett öppet busklandskap.